# Bernardo Baloyes
Bernardo Baloyes Navas, né le 6 janvier 1994 sur l'île de Fuerte, Bolívar, est un athlète colombien, spécialiste du 200 mètres et du 400 mètres.

## Biographie
Bernardo Baloyes se fait remarquer en 2012, quand il remporte les championnats de Colombie des moins de 23 ans en battant le record d'Amérique du Sud junior avec un temps de 20 s 48.
Il bat du même coup le record national senior de Daniel Grueso.
En 2013 il bat son record en 20 s 46, réussissant une performance de niveau A qualificative pour les Championnats du monde. À Moscou il est éliminé en séries.
Le 3 août 2014 il remporte la médaille d'argent du 200 m des championnats ibéro-américains à São Paulo (IDCM), derrière le Brésilien Jorge Vides. En 20 s 43 il améliore de 3 centièmes son propre record de Colombie. En fin de saison il participe à la troisième place du relais 4 × 400 mètres des Jeux d'Amérique centrale et des Caraïbes. Avec ses compatriotes Diego Palomeque, Carlos Lemos et Rafith Rodríguez il établit un record de Colombie.
Le 9 mai 2015, il porte son record à 20 s 37 à Medellín.
En juillet 2018, lors des Jeux d'Amérique centrale et des Caraïbes de Barranquilla, dans son pays, Baloyes bat en séries du 200 m son propre record de Colombie en 20 s 04, avant de l'améliorer en demi-finale en 20 s 00, battant par la même occasion le record des Jeux, qui ne restera que quelques minutes. En finale, il bat le favori Alonso Edward en remportant la médaille d'or en 20 s 13, contre 20 s 17 pour le panaméen.
Lors des Championnats d'Amérique du Sud d'athlétisme 2019, il bat le record des championnats du 200 m.

## Palmarès
| Date | Compétition                              | Lieu                 | Résultat | Épreuve   | Temps         |
| ---- | ---------------------------------------- | -------------------- | -------- | --------- | ------------- |
| 2013 | Championnats d'Amérique du Sud           | Carthagène des Indes | 2e       | 200 m     | 20 s 71       |
| 2014 | Championnats ibéro-américains            | São Paulo            | 2e       | 200 m     | 20 s 43       |
| 2014 | Jeux d'Amérique centrale et des Caraïbes | Xalapa               | 3e       | 4 × 400 m | 3 min 02 s 52 |
| 2017 | Championnats d'Amérique du Sud           | Luque                | 1er      | 200 m     | 20 s 36       |
| 2017 | Championnats d'Amérique du Sud           | Luque                | 2e       | 4 x 100 m | 39 s 67       |
| 2017 | Jeux Bolivariens                         | Santa Marta          | 2e       | 200 m     | 20 s 77       |
| 2017 | Jeux Bolivariens                         | Santa Marta          | 2e       | 4 x 100 m |               |
| 2017 | Jeux Bolivariens                         | Santa Marta          | 1er      | 4 x 400 m | 3 min 06 s 14 |
| 2018 | Jeux sud-américains                      | Cochabamba           | 3e       | 200 m     | 20 s 28       |
| 2018 | Jeux sud-américains                      | Cochabamba           | 1er      | 4 x 100 m | 38 s 97       |
| 2018 | Jeux sud-américains                      | Cochabamba           | 1er      | 4 x 400 m | 3 min 4 s 78  |
| 2018 | Jeux d'Amérique centrale et des Caraïbes | Barranquilla         | 1er      | 200 m     | 20 s 13       |
| 2019 | Championnats d'Amérique du Sud           | Lima                 | 1er      | 200 m     | 20 s 42       |
| 2019 | Championnats d'Amérique du Sud           | Lima                 | 3e       | 4 x 100 m | 39 s 94       |

## Records
| Épreuve | Temps                    | Lieu         | Date            |
| ------- | ------------------------ | ------------ | --------------- |
| 200 m   | 20 s 00 (+ 0,3 m/s) (NR) | Barranquilla | 31 juillet 2018 |
| 400 m   | 45 s 68                  | Medellín     | 28 juin 2014    |